# Witold Kleiner
Witold Kleiner (ur. 25 maja 1929 we Lwowie, zm. 12 maja 2018 w Krakowie) – polski matematyk, doktor habilitowany, profesor Uniwersytetu Jagiellońskiego.

## Życiorys
Maturę zdał w 1946 w Janowie Lubelskim. Studia matematyczne rozpoczął na UMCS w Lublinie, a później kontynuował na UJ. Po ich ukończeniu w 1951 na Wydziale Matematyczno-Przyrodniczym, podjął pracę na UJ. W 1954 obronił w IM PAN pracę doktorską Dowód twierdzenia Osgooda-Caratheodory'ego metodą punktów ekstremalnych, której promotorem był Franciszek Leja. Habilitował się w roku 1964. W latach 1967–77 pełnił funkcję zastępcy dyrektora ds. dydaktyczno-wychowawczych Instytutu Matematyki UJ. Był tam także kierownikiem Zakładu Teorii Potencjału, a następnie Zakładu Matematyki dla Przyrodników. Na emeryturę przeszedł w 1999.
Członek Polskiego Towarzystwa Matematycznego (1977–1979 członek Komisji Rewizyjnej, 1979–1981 prezes Oddziału Krakowskiego). W 1980 jeden z założycieli i aktywny działacz NSZZ „Solidarność” w Instytucie Matematyki UJ.
Syn Juliusza Kleinera, historyka literatury polskiej, ojciec Adama.
Pochowany na Cmentarzu Rakowickim 21 maja 2018.

## Wybrane publikacje
- Zarys analizy matematycznej, Warszawa, Państwowe Wydawnictwo Naukowe, 1978, PB 3974/79
- Analiza matematyczna. Tom 1, Warszawa, Państwowe Wydawnictwo Naukowe, 1986, ISBN 83-01-06460-9
- Analiza matematyczna. Tom 2, Warszawa, Państwowe Wydawnictwo Naukowe, 1990, ISBN 83-01-08440-5